# Poupée reborn
Une poupée reborn est une poupée réaliste, réalisée au moyen d'un kit, de façon à ce qu'elle ressemble le plus possible à un vrai bébé. Cette technique a évolué au début des années 2000 avec l'utilisation par de nombreux artistes de peintures et d'éléments permettant la personnalisation. 

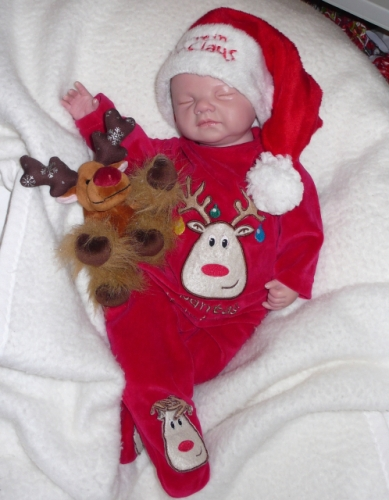
Poupée reborn

## Histoire
L'art de la fabrication des poupées « reborn » a commencé aux États-Unis dans les années 1990. Le « reborning », vient d’une longue tradition de collectionneurs, d’artistes et d’artisans qui restaurent et améliorent les poupées afin de les rendre plus réalistes. Internet a permis aux artistes et aux collectionneurs de poupées de créer une communauté en ligne basée sur les poupées Reborn. En 2002, la première poupée Reborn a été proposée sur eBay. Cela a élargi le marché du Reborning permettant à des artistes d'ouvrir des magasins en ligne qui fonctionnent quasiment comme des crèches. La niche de marché pour ces poupées a débuté avec des collectionneurs de poupées qui admiraient le réalisme accru de la poupée. Le marché s’est rapidement étendu à ceux qui voulaient utiliser la poupée comme un exutoire émotionnel, soit pour les mères, soit à des fins thérapeutiques. La large couverture médiatique a contribué à développer le phénomène dans d'autres pays. Le Reborning jouit d'une grande popularité dans le  monde anglo-saxon (États-Unis, Canada, Royaume-Uni) et dans de nombreux autres pays autour du monde.
Les fabricants de poupées ont également profité de la tendance et vendent des équipements, des outils et des accessoires destinés aux adeptes du Reborning. Cela leur a permis d'inventer de nouvelles techniques, rendant les poupées de plus en plus réalistes au fil du temps. Des magazines, des livres, des organisations et des conventions dédiées aux poupées Reborn ont vu le jour à la suite de cette popularité.

## Technique de reborning
Le processus typique de « reborning » est le suivant : 
- Utilisation d'une poupée qui sera démontée et la peinture initiale d'usine retirée, ou le plus souvent utilisation d'un kit comprenant la tête et les membres et créé tout spécialement pour le reborning. Depuis plusieurs années, on trouve également des kits de bébé reborn en vinyle (tête, bras et jambes). Ces kits sont issus de sculpture en argile polymérisée.
- Un lavis de peinture de couleur chair est appliqué sur chaque pièce de plastique (vinyle) pour donner une tonalité réaliste de peau de bébé. On utilise pour ce faire une peinture à l'huile (Genesis) qui se cuit au four ou une peinture acrylique qui sèche à l'air libre.
- Les zones visibles sont peintes selon diverses techniques  pour ajouter des effets de peau translucide, de veines ou encore de marbring et rougeurs afin de ressembler le plus possible à la peau d'un bébé nouveau-né.
- Des cheveux et des cils, habituellement en mohair fin (poils de chèvres) ou cheveux humains, sont implantés lors d'une opération minutieuse pouvant durer plus de 30 heures par poupée. Le mohair est implanté avec une aiguille à feutrage très fine. Néanmoins, ils peuvent aussi être peints.
- Le corps original en plastique est remplacé par un corps mou, articulé, rembourré et lesté afin d'obtenir le poids d'un bébé, ce qu'on appelle le body.
- Les membres sont lestés par des matériaux lourds : micro-billes de verre, poudre de verre, ouate anti acarien....
- Des éléments additionnels peuvent être ajoutés comme un cordon ombilical, un simulateur de battement de cœur ou de respiration à piles, des aimants permettant la tenue de tétines aimantées et de barrette aimantées, etc.

## Utilisations
Une fois tout ceci réalisé, la poupée ne ressemble plus du tout à un jouet d'enfant, mais devient un véritable objet de collection.
Certains parents auraient besoin d’utiliser une telle poupée afin de faire le deuil de leur enfant mort, mais cette pratique est controversée. C'est aussi très pratique pour gérer l'anxiété et les crises d'angoisse[réf. nécessaire].